# Запис кестен у старој порти (Комаране)
Запис кестен у старој порти (Комаране) се налази на парцели чији је власник Месна заједница Комаране.

## Локација
| Општина             | Рековац                                                          |
| Катастарска општина | Комаране                                                         |
| Потес               | Брдо                                                             |
| Координате          | 43° 49′ 51″ С; 21° 04′ 51″ И / 43.830800000000004° С; 21.0808° И |
| Надморска висина    | 276m                                                             |

## Карактеристике
Дендрометријске вредности утврђене на терену и сателитским снимцима:
| Стабло                     | Кестен |
| Висина стабла              | m      |
| Обим дебла                 | m      |
| Пречник крошње             | 9m     |
| Пречник дебла              | m      |
| Висина дебла до прве гране | m      |

## База записа
Запис је у оквиру Викимедија пројекта "Запис - Свето дрво" заведен под редним бројем 0361.